# Kalanchoe integra
Kalanchoe integra là một loài thực vật có hoa trong họ Crassulaceae. Loài này được (Medik.) Kuntze miêu tả khoa học đầu tiên năm 1891.